# كاني إشكوت
كاني إشكوت هي قرية في مقاطعة بيرانشهر، إيران. عدد سكان هذه القرية هو 253 في سنة 2006.